# دانييل جونز (ملحن)
دانييل جونز (بالإنجليزية: Daniel Jones )‏ (و. 1912 – 1993 م) هو ملحن، وموزع (موسيقى) من المملكة المتحدة، وويلز، والمملكة المتحدة لبريطانيا العظمى وأيرلندا، توفي في سوانزي، عن عمر يناهز 81 عاماً.

## التعليم
تعلم في الأكاديمية الملكية للموسيقى، وجامعة سوانسي.

## الخدمة العسكرية
خدم في الجيش البريطاني.

## جوائز
حصل على جوائز منها:
- نيشان الامبراطورية البريطانية من رتبة ضابط
- رتبة الإمبراطورية البريطانية.